# Caixa (conceito financeiro)
Caixa, em contabilidade, é a denominação de uma conta que registra o valor dos recursos imediatamente disponíveis, para efetuar pagamentos. A conta registra, de maneira ordenada,  montantes recebidos e pagos.

A conta de Caixa pertence ao grupo do Ativo circulante, sendo o disponivel da empresa que englobam os saldos em caixa, os saldos em bancos e os numerários em trânsito. Podem ser incluídas ainda as aplicações financeiras de liquidez imediata, ou seja, o resgate de quotas de fundos financeiros ou ainda as compras de títulos públicos cujo resgate se dá em um dia (mercado conhecido nos anos 1980 por over night). Também nessa conta podem figurar os saldos diários de máquinas e caixas eletrônicos, que possuam dinheiro armazenado.
A movimentação do caixa de uma grande empresa é controlada diariamente pelo tesoureiro (que já foi chamado de caixeiro), que pode optar por escriturar um livro auxiliar denominado Livro Caixa. Se na empresa não há um único Caixa, mas sim um Caixa Central e outros pequenos Caixas (pessoas ou máquinas), pode-se usar o sistema contábil denominado Fundo Fixo (em inglês: imprest system).
Na administração pública brasileira, há o sistema do Caixa único, não cabendo aos órgãos ligados a determinada Secretaria ou Ministério a livre movimentação das receitas arrecadadas. Todavia, há a exceção denominada de Fundos Especiais, na qual se cria uma Receita Vinculada a determinado órgão.